# Мараньйон (футболіст)
Рафаель Карлос Перес Гонсалес (ісп. Rafael Carlos Pérez González), більш відомий як Мараньйон (ісп. Marañón, нар. 23 липня 1948, Оліте) — іспанський футболіст, що грав на позиції нападника.
Виступав, зокрема, за клуби «Реал Мадрид» та «Еспаньйол», а також національну збірну Іспанії.

## Клубна кар'єра
Вихованець клубу «Оберена», з якого у віці 18 років потрапив до столичного «Реала». Для отримання ігрової практики з 1968 року виступав по сезону на правах оренди за клуби «Онтіньєнт» та «Спортінг» (Хіхон), в яких показував високу результативність, забивши 15 і 16 голів відповідно.
1970 року Мараньйон повернувся у «Реал Мадрид» і відіграв за королівський клуб наступні чотири сезони своєї ігрової кар'єри, вигравши з командою чемпіонат і Кубок Іспанії, але основним гравцем так і не став.
1974 року уклав контракт з клубом «Еспаньйол», у складі якого провів наступні дев'ять років своєї кар'єри гравця і певний час був капітаном команди. Більшість часу, проведеного у складі «Еспаньйола», був основним гравцем команди і одним з головних бомбардирів команди, маючи середню результативність на рівні 0,42 гола за гру першості. Після двух не дуже вдалих сезонів у наступних семи він стабільно досягав двозначної цифри в кількості забитих голів у Прімері і з 111 голами у чемпіонаті встановив клубний рекорд, який тримався аж 24 роки, поки Рауль Тамудо не побив його в 2007 році. Однак Мараньйон продовжує утримувати рекорд за голами команди у всіх офіційних змаганнях — 144 м'ячі. Також він є автором 2000 і 2200 голів в історії «Еспаньйола».
Завершив ігрову кар'єру у нижчоліговій команді «Сабадель», за яку виступав протягом 1983—1985 років і 1984 року допоміг їй вийти до другого дивізіону.

## Виступи за збірну
27 березня 1977 року дебютував в офіційних іграх у складі національної збірної Іспанії в товариському матчі з Угорщиною (1:1).
Наступного року зіграв ще у трьох товариських матчах, після чого у складі збірної був учасником чемпіонату світу 1978 року в Аргентині, але за збірну вже більше не грав.

## Титули і досягнення
- Чемпіон Іспанії (1):

«Реал Мадрид»:  1971/72
- Володар Кубка Іспанії (2):

«Реал Мадрид»:  1973/74